# Michel Beauquey
Michel Beauquey, né le 16 août 1902 à Besançon, et mort à Saffloz (Jura) le 2 juillet 1980, est un auteur français de roman policier.

## Biographie
Président du Comité de dénazification des artistes de 1945 à 1950, le Commandant Beauquey doit veiller à la dénazification et épuration politique totale de tous  les artistes convaincus de fascisme actif, de militarisme et de crimes de guerre dans l’ensemble de Berlin et de son agglomération. C'est ainsi qu'il "dénazifiera" des artistes comme la soprano Elisabeth Schwarzkopf ou les chefs d'orchestre Wilhelm Furtwängler et Herbert von Karajan.
Pendant sa carrière d'écrivain, il donne plusieurs pièces radiophoniques pour la Radio suisse romande. En 1957, il remporte le premier prix au Concours d’œuvres radiophoniques de la R.T.F. avec la pièce En revenant de la Sierra signée du pseudonyme René Chevrot. L’année suivante, il participe sous son patronyme au Concours d'œuvres radiophoniques comiques de la R.T.F. et remporte la palme avec Le Monstre du lac Pavin.
En 1964, il écrit, en collaboration avec Victor Ziegelmeyer, un premier roman policier intitulé Le Disparu du 30 avril. Seul, il signe ensuite deux autres titres. Dans Le Chat qui dort (1968), un commissaire en vacances dans le Doubs entreprend de démontrer l'innocence d'un jeune marié, acquitté par la cour d'assises, mais toujours considéré coupable par ses concitoyens.

## Œuvre

### Romans policiers
- Le Disparu du 30 avril, Paris, Les Productions de Paris, 1964 (en collaboration avec Victor Ziegelmeyer)
- Le Chat qui dort, Paris, Librairie des Champs-Élysées, Le Masque no 1039, 1968
- Le Coq de minuit, Paris, S.E.P.E., coll. Le Labyrinthe, 1950

### Pièces radiophoniques
- En revenant de la Sierra, Radiodiffusion française, 1957 (sous le pseudonyme de René Daviot)
- Le Monstre du lac Pavin, Radiodiffusion française, 1958
- Chatelroul, Radiodiffusion française, 1963

### Théâtre
- L’Éternel devenir, Paris, Au reflet de Tiphère, [s.d.]

## Sources
- Jacques Baudou et Jean-Jacques Schleret, Le Vrai Visage du Masque, vol. 1, Paris, Futuropolis, 1984, 476 p. (OCLC 311506692), p. 54.